# 하우피오사우루스
하우피오사우루스(Hauffiosaurus)는 쥐라기 초기에 살았던 수장룡이다.

## 발견

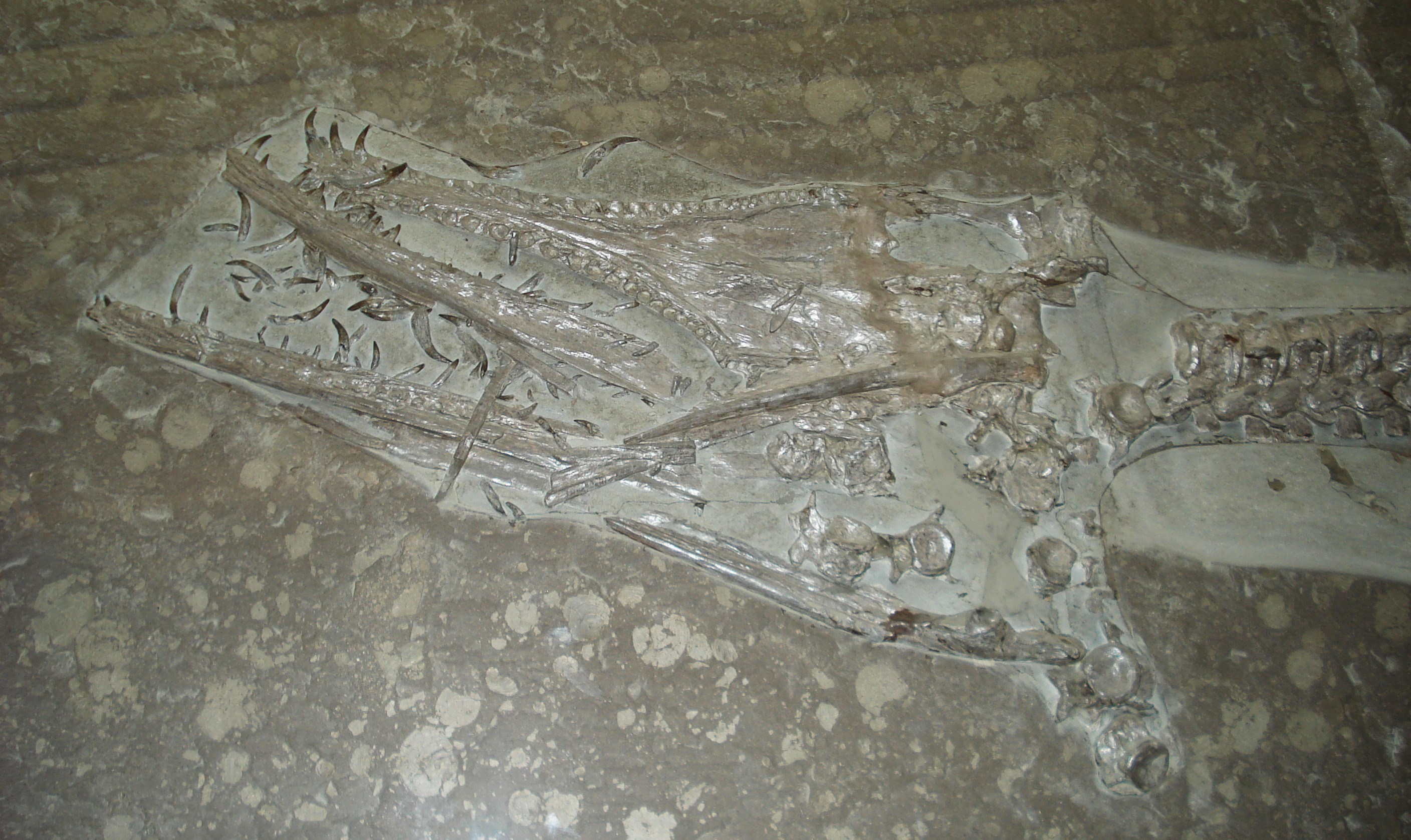

하우피오사우루스의 크기는 3.4 미터 (11 ft)이고, 두개골의 크기는 정중선을 따라 약 430 밀리미터 (1 ft)이다. 화석은 19세기에 발견되어, 홀츠마덴 우르벨트 박물관에 전시되어 있다.

## 특징

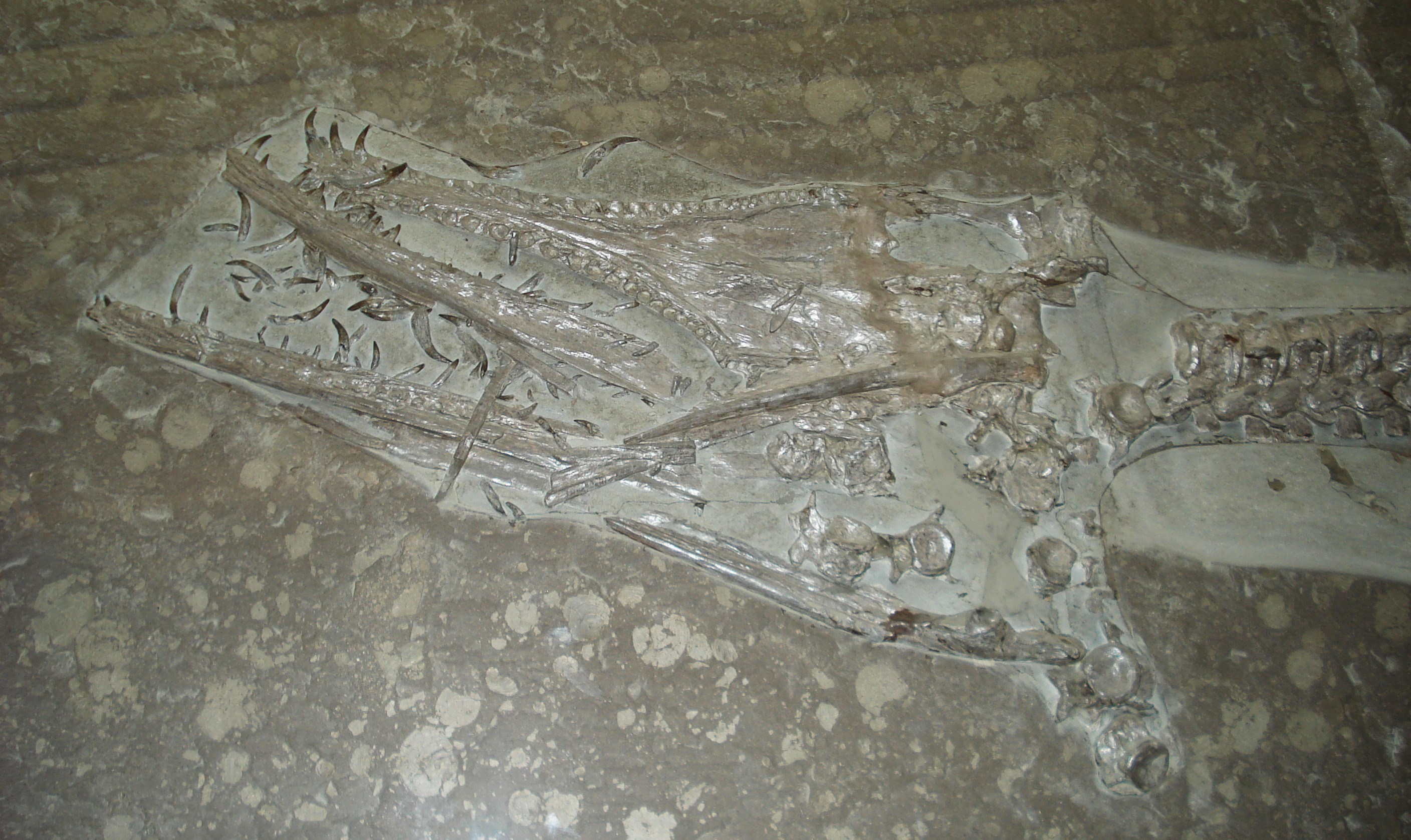

이빨이 부드러운 먹이를 관통하는 데 효과적인 가늘고 긴 모양이고, 미세한 세로 융기가 있는 것을 통해 주로 물고기을 잡아먹었을 것으로 추정된다.